# Pseudastroma
Pseudastroma is een geslacht van rechtvleugeligen uit de familie Proscopiidae. De wetenschappelijke naam van dit geslacht is voor het eerst geldig gepubliceerd in 1990 door Jago.

## Soorten
Het geslacht Pseudastroma omvat de volgende soorten:
- Pseudastroma gracilis Bruner, 1913
- Pseudastroma multispinosa Brunner von Wattenwyl, 1890
- Pseudastroma perducta Mello-Leitão, 1939